# 菲尔斯巴赫

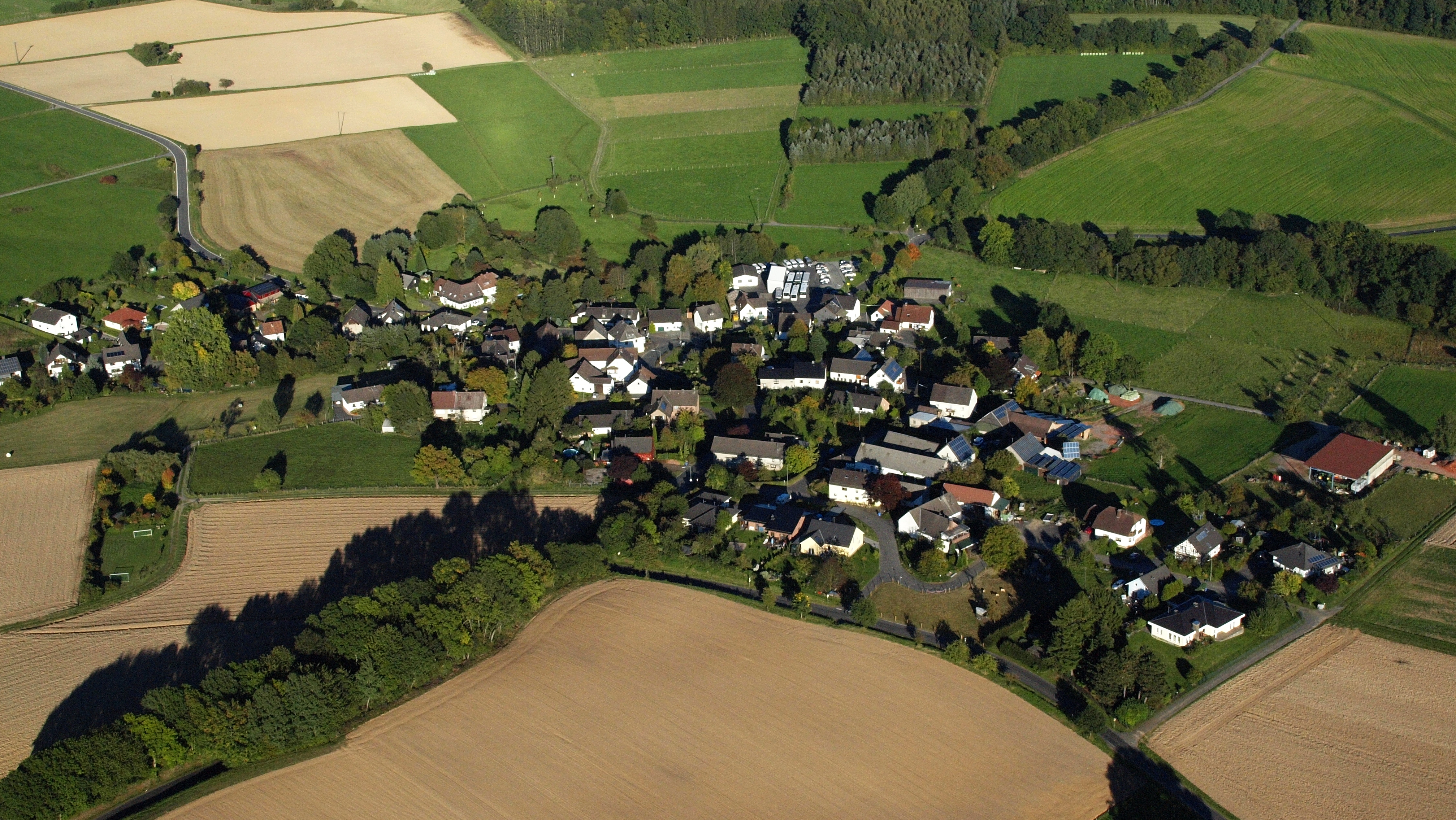
菲尔斯巴赫空照（2015年）

菲尔斯巴赫是德国莱茵兰-普法尔茨州的一个市镇。总面积3.04平方公里，总人口284人，其中男性147人，女性137人（2011年12月31日），人口密度93人/平方公里。

## 地理位置
菲尔斯巴赫位于韋斯特林山中，由两个村组成。它的北部边界是德国8号联邦公路。它位于北莱茵-威斯特法伦州与莱茵兰-普法尔茨州的边境南边3千米处。
菲尔斯巴赫的比邻乡镇有东北的雷特森、东部的埃斯费尔德、东南的梅伦和南部的希尔茨-毛尔斯巴赫。

## 历史
菲尔斯巴赫名称的来源无以考察。估计在公元1000年以前当地就已经有一个居民点了。1430年菲尔斯巴赫这个名字首次出现在一份文献里，当时提到一名泰林恩·冯·菲尔斯巴赫为梅伦的法官。1470年菲尔斯巴赫再次在一份文献里被提到，说它是一个率属梅伦的村。1488年在玛林塔尔修道院的《奇迹记载》中提到一名克里斯蒂安·冯·菲尔斯巴赫在一次事故后受伤被玛林塔尔的圣像奇迹般地治愈。菲尔斯巴赫首次作为一个行政部署出现在文献里。在1578年的一份记录里提到菲尔斯巴赫有13户交纳什一税的人家。
1744年菲尔斯巴赫有16个户，他们全部信奉新教。
1790年和91年在法国大革命战争期间不断有军队入驻和经过。普鲁士王国因此向当地居民贷款。1801有99名居民，其中45名男子和54名女子，当时当地也只有新教徒。1931年在菲尔斯巴赫设立了一个二级邮局。
在20世纪的两次世界大战中菲尔斯巴赫均有被征入军队的人，在军人和平民中均有损失。1945年美军进攻期间菲尔斯巴赫半数的房屋被炮弹点燃。
人口发展
菲尔斯巴赫的人口发展。从1871年到1987年的人口数目来源于全民普查
| 年   | 人口数 |
| 1815 | 118    |
| 1835 | 153    |
| 1871 | 176    |
| 1905 | 145    |
| 1939 | 135    |
| 1950 | 150    |

| 年   | 人口数 |
| 1961 | 136    |
| 1970 | 147    |
| 1987 | 159    |
| 1997 | 175    |
| 2005 | 274    |
| 2018 | 247    |

## 议会
菲尔斯巴赫的镇议会由六名议员组成，他们是通过2019年5月26日举行的莱茵兰-普法尔茨州地方选举根据多数票选举出来的，议会的主席是志愿的镇长。

## 经济和基础设施
除一些小工艺和商业企业外镇上有六个农业企业，其中两个是全职的，总农业面积为约83公顷（2005年）。